# Robert Schenkkan

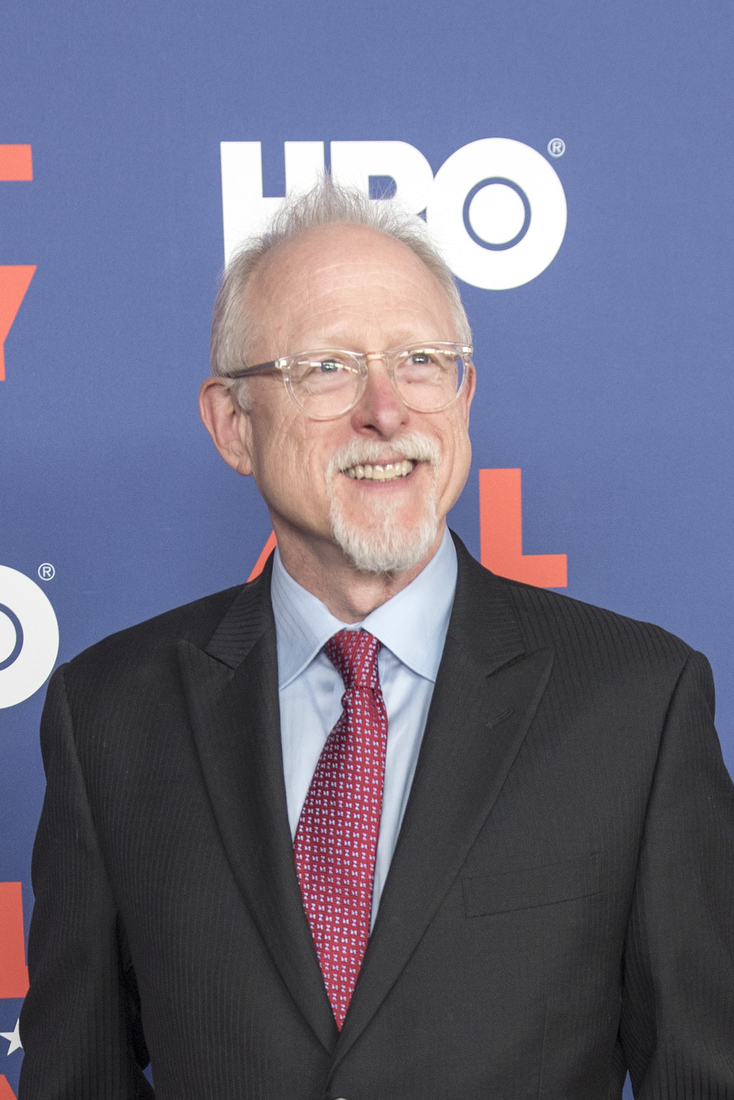
Robert Schenkkan (2016)

Robert Schenkkan (* 19. März 1953 in Chapel Hill, North Carolina) ist ein US-amerikanischer Filmschauspieler, Drehbuchautor und Filmproduzent.
Er ist der Onkel des O.C.-Stars Benjamin McKenzie. Auch hat er bereits den begehrten Tony Award gewonnen.

## Filmografie (Auswahl)
Als Schauspieler
- 1979: Pater Brown läßt sich nicht bluffen (Sanctuary of Fear, Fernsehfilm)
- 1983: Mord im falschen Bezirk (Murder in Coweta County, Fernsehfilm)
- 1986: Manhattan Project – Der atomare Alptraum (The Manhattan Project)
- 1988: Raumschiff Enterprise: Das nächste Jahrhundert (Star Trek: The Next Generation, Fernsehserie, 2 Folgen)
- 1988: California Clan (Santa Barbara, Fernsehserie, 5 Folgen)
- 1990: L.A. Law – Staranwälte, Tricks, Prozesse (L.A. Law, Fernsehserie, eine Folge)
- 1990: Hart auf Sendung (Pump Up the Volume)
- 1990: Rufmord (The Image, Fernsehfilm)
- 1991: General Custers letzte Schlacht (Son of the Morning Star)
- 1994: Das Signum des Ritualmörders (Keys, Fernsehfilm)

Als Drehbuchautor
- 2002: Der stille Amerikaner (The Quiet American)
- 2004: Spartacus
- 2008: Andromeda – Tödlicher Staub aus dem All (The Andromeda Strain)
- 2010: The Pacific (Miniserie, auch Co-Produzent)
- 2016: Der lange Weg (All the Way, Fernsehfilm)
- 2016: Hacksaw Ridge – Die Entscheidung (Hacksaw Ridge)

## Preise
Für sein Theaterstück The Kentucky Cycle erhielt er 1992 den Pulitzer-Preis für Theater (Pulitzer Prize for Drama).